# اسامی اماکن فلسطین

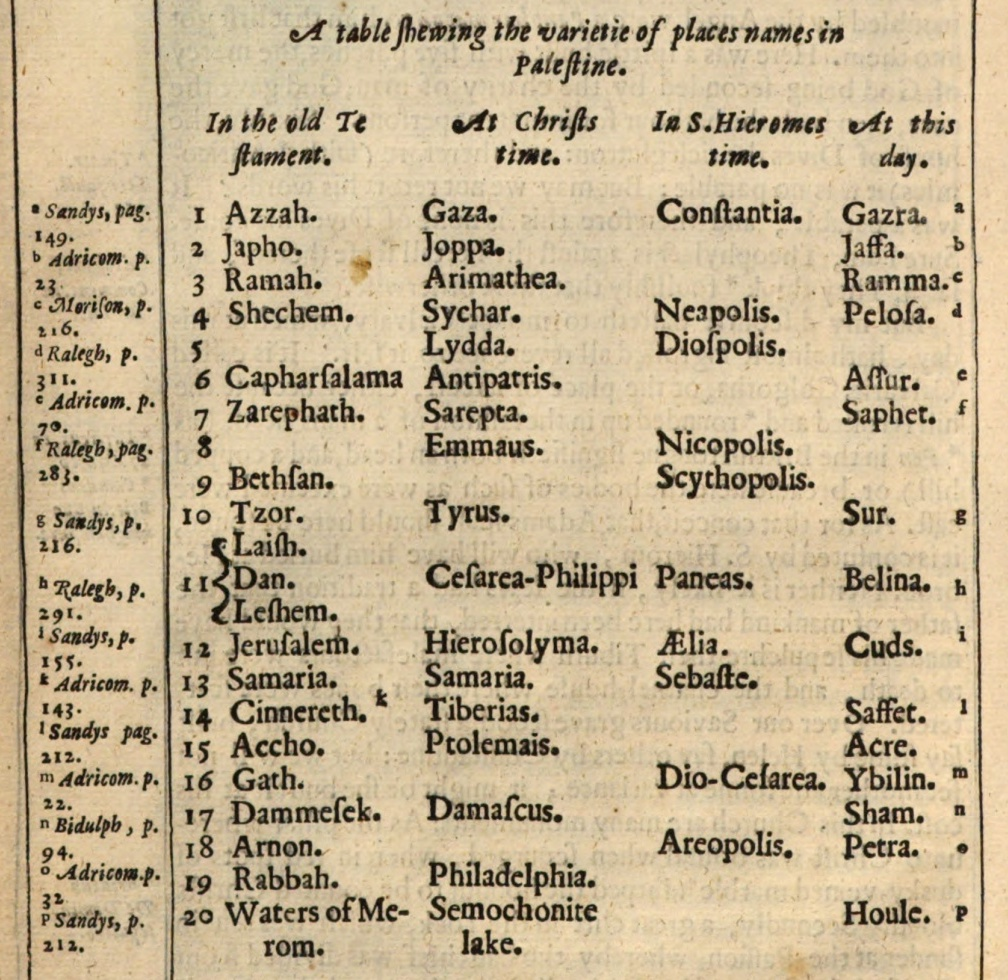
در سال ۱۶۳۹، کتاب «تاریخ جنگ مقدس» توماس فولر شامل «جدولی است که انواع نام‌های مکان در فلسطین را نشان می‌دهد» و نام‌های تاریخی مکان‌های کلیدی کتاب مقدس را با آن مقایسه می‌کند.

بسیاری از نام‌های مکان در فلسطین، شکل‌های عربی‌شده از نام‌های مکان عبری و کنعانی باستانی بودند که در کتاب مقدس یا شکل‌های آرامی بعدی استفاده می‌شدند. بسیاری از این نام‌ها هزاران سال است که نقل شده‌اند، اگرچه تنها تعداد کمی از آن‌ها را درک کرده‌اند. تبادل فرهنگی که توسط امپراتوری‌های متوالی مختلف که بر منطقه حکومت کرده‌اند، در نام‌های مکان آن آشکار است. هر مکان خاصی را می‌توان با نام‌های مختلفی که در گذشته به کار می‌رفتند، با هر یک از این نام‌ها مربوط به یک دوره تاریخی شناخته شد. به عنوان مثال، شهر بیت شئان، امروزه در اسرائیل، در زمان اسرائیل باستان به نام بیت‌شین، در حکومت هلنیستی و حکومت روم به عنوان سیتوپلولیس و تحت حکومت اعراب و اسلامی به نام بیسان شناخته می‌شد.
اهمیت جای‌نام‌شناسی یا نامگذاری جغرافیایی، اولین بار توسط صندوق اکتشاف فلسطین (پی‌ای‌اف)، یک سازمان بریتانیایی که در اواخر سده نوزدهم برای اکتشافات و نقشه‌برداری جغرافیایی در منطقه راه اندازی و شناسایی شد. اندکی پس از آن، مقامات قیمومت بریتانیا شروع به جمع‌آوری اطلاعات توپونیومی از فلاحین محلی کردند، که ثابت شده بود دانش نام‌های مکان باستانی را حفظ کرده‌اند و می‌تواند به شناسایی مکان‌های باستان‌شناسی کمک کنند.
از زمان تأسیس دولت اسرائیل، بسیاری از نام‌های مکان از آن زمان به‌عبری تبدیل شده‌اند و با نام‌های کتاب مقدسی احیا شده‌شان از آنها یاد می‌شود. در برخی موارد، حتی به سایت‌هایی که فقط نام‌های عربی دارند و هیچ نام یا تداعی عبری باستانی از قبل وجود ندارد، نام‌های عبری جدیدی داده شده‌است. نام مکان‌ها در این منطقه به ویژه در زمینه درگیری اعراب و اسرائیل موضوع تحقیقات و بحث‌های زیادی بوده‌است. اهمیت آنها در پتانسیل آنها برای مشروعیت بخشیدن به ادعاهای تاریخی مطرح شده توسط طرف‌های درگیر است، که همگی ادعای اولویت در زمان‌شناسی دارند و از باستان‌شناسی، نقشه‌برداری و نام مکان‌ها به عنوان مدرک خود استفاده می‌کنند.

## تاریخ
جمعیت محلی فلسطین هزاران سال از زبان‌های سامی مانند عبری، آرامی فلسطینی یهودی، آرامی فلسطینی مسیحی، آرامی سامری و عربی استفاده می‌کردند. تقریباً همه نام‌های مکان در این منطقه ریشه سامی دارند و تنها چند نام مکان منشأ لاتین دارند و به ندرت ریشه یونانی یا ترکی دارند. ریشه‌های سامی قدیمی‌ترین نام‌ها همچنان توسط جمعیت بومی استفاده می‌شد، اگرچه در دوران باستان کلاسیک، بسیاری از نام‌ها به‌دلیل نفوذ نخبگان حاکم محلی که به خوبی به زبان‌های یونانی و لاتین آشنا بودند، دستخوش تغییراتی شدند.
یوسبیوس از قیصریه در اثر سده چهارم خود، اونوماستیکون، فهرستی از نام‌های مکان فلسطین را همراه با تفسیر جغرافیایی و تاریخی ارائه می‌کند، و متن او بعداً به لاتین ترجمه و توسط جروم ویرایش و تصحیح شد.
پس از فتح شام توسط اعراب، بسیاری از نام‌های سامی پیشاکلاسیک احیا شدند، اگرچه اغلب املا و تلفظ آن متفاوت بود. البته برای مکان‌هایی که نام قدیم گم شده بود یا برای سکونتگاه‌های جدید در این دوره نام‌های عربی جدید ابداع می‌شد. اگرچه در سده‌های بعدی اغلب مسافران اروپایی از آن بازدید می‌کردند، که بسیاری از آنها گزارش‌های سفری را در توصیف توپوگرافی و جمعیت‌شناسی آن نوشتند، در اواخر حکومت امپراتوری عثمانی، هنوز سردرگمی زیادی در مورد نام مکان‌ها در فلسطین وجود داشت. آوانویسی موجود ترکی اسامی عربی و عربی‌شده شناسایی و مطالعه ریشه‌شناسی نام مکان‌ها را چالش برانگیزتر کرده بود.
ادوارد رابینسون بیش از ۱۰۰ نام مکان انجیلی را در فلسطین شناسایی کرد و به این باور رسید که تجزیه و تحلیل زبانی اسامی مکان‌هایی که فلاحین عرب استفاده می‌کردند، آثاری از ریشه‌های باستانی آنها را آشکار می‌کرد. نام‌ها و مکان‌های پی‌ای‌اف در عهد عتیق و جدید و آپوکریفا، با شناسه‌های مدرن آنها (۱۸۹۵) بیش از ۱۱۵۰ نام مکان مربوط به عهد عتیق و ۱۶۲ نام مربوط به عهد جدید را فهرست می‌کند که بیشتر آنها در فلسطین قرار دارند. این بررسی‌ها توسط رابینسون در پی‌ای‌اف، و دیگر جغرافی‌دانان کتاب مقدس غربی در اواخر سده ۱۹ و اوایل سده ۲۰، در نهایت به شکل مرزهای تعیین‌شده برای قیمومیت بریتانیا در فلسطین، همان‌طور که توسط جامعه ملل پیشنهاد شد، کمک کرد.
با تأسیس اسرائیل، در بخش‌هایی از فلسطین، بسیاری از نام‌های مکان‌ها از آن زمان به عبری تبدیل شده‌اند یا با نام‌های کتاب مقدس احیا شده‌شان از آنها یاد می‌شود. در برخی موارد، حتی به سایت‌هایی که فقط نام‌های عربی دارند و هیچ نام یا تداعی عبری باستانی از قبل وجود ندارد، نام‌های عبری جدیدی داده شده‌است.
حفظ نام مکان‌ها «با استحکام شگفت‌انگیز» توسط یوهانان آهارونی در سرزمین کتاب مقدس(۱۹۷۹) ذکر شده‌است. او این تداوم را به پیشینه سامی مشترک شهروندان محلی فلسطین در طول اعصار و این واقعیت نسبت می‌دهد که نام مکان‌ها تمایل به بازتاب ویژگی‌های کشاورزی موجود در مکان مورد نظر داشتند. به گفته یوزی لایبنر، این حفظ اسامی «تابعی از تداوم استقرار در خود هر محدوده یا حداقل در منطقه نزدیک آن است» و بیشتر مکان‌های مورد بحث، در دوران بیزانس و دورهٔ میانه اسلامی سکنه داشتند.

## ریشه‌های زبانی